# Kleinia
Kleinia es un género de plantas fanerógamas perteneciente a la familia de las asteráceas.  Comprende 150 especies descritas y de estas, solo 54 aceptadas.

## Taxonomía
El género fue descrito por Philip Miller y publicado en The Gardeners Dictionary...Abridged...fourth edition 44. 1754. 	.	

## Especies aceptadas
A continuación se brinda un listado de las especies del género Kleinia aceptadas hasta julio de 2012, ordenadas alfabéticamente. Para cada una se indica el nombre binomial seguido del autor, abreviado según las convenciones y usos.
| - Kleinia abyssinica (A.Rich.) A.Berger - Kleinia amaniensis (Engl.) A.Berger - Kleinia anteuphorbium (L.) Haw. - Kleinia breviflora C.Jeffrey - Kleinia caespitosa Thulin - Kleinia cephalophora Compton - Kleinia cliffordiana (Hutch.) C.D.Adams - Kleinia curvata Thulin - Kleinia dolichocoma C.Jeffrey - Kleinia ficoides (L.) Haw. - bálsamo de jardín, prodigiosa de Castilla, uña de león. - Kleinia fulgens Hook.f. - Kleinia galpinii Hook.f. - Kleinia gracilis Thulin - Kleinia grantii (Oliv. & Hiern) Hook.f. - Kleinia gregorii (S.Moore) C.Jeffrey - Kleinia gypsophila J.-P.Lebrun & Stork - Kleinia implexa (P.R.O.Bally) C.Jeffrey - Kleinia isabellae Dioli & Mesfin - Kleinia kleiniiformis(Suess.) Boom. - Kleinia kleinioides (Sch.Bip.) M.Taylor - Kleinia leptophylla C.Jeffrey - Kleinia longiflora DC. - Kleinia lunulata (Chiov.) Thulin - Kleinia madagascariensis (Humbert) P.Halliday - Kleinia mweroensis (Baker) C.Jeffrey - Kleinia negrii Cufod. - Kleinia neriifolia Haw. - Kleinia nogalensis (Chiov.) Thulin - Kleinia odora (Forssk.) DC. - Kleinia ogadensis Thulin - Kleinia oligodonta C.Jeffrey - Kleinia patriciae C.Jeffrey - Kleinia pendula (Forssk.) DC. - Kleinia petraea (R.E.Fr.) C.Jeffrey - Kleinia picticaulis (P.R.O.Bally) C.Jeffrey - Kleinia sabulosa Thulin - Kleinia schwartzii L.E.Newton - Kleinia schweinfurthii (Oliv. & Hiern) A.Berger - Kleinia scottii (Balf.f.) P.Halliday - Kleinia scottioides C.Jeffrey - Kleinia squarrosa Cufod. - Kleinia stapeliiformis (E.Phillips) Stapf - Kleinia tortuosa Thulin - Kleinia triantha Chiov. - Kleinia tuberculata Thulin - Kleinia vermicularis C.Jeffrey |